# Syhlec (szczyt)
Syhlec (1146 m), na mapie Geoportalu Sychlec – szczyt w Paśmie Policy. Jest to pierwszy po północno-wschodniej stronie przełęczy Krowiarki szczyt tego pasma. Syhlec to nazwa pochodzenia wołoskiego, używana w polskich i słowackich Karpatach głównie do polan, rzadziej szczytów. Pochodzi od słowa „sihla” oznaczającego bagnisty teren. W Paśmie Policy występuje szczyt Syhlec, zbocze Wyżni Syhlec i potok Syhlec. W regionalizacji fizycznogeograficznej Polski według Jerzego Kondrackiego Pasmo Policy należy do Beskidu Żywieckiego, w nowszej regionalizacji z 2018 roku do Beskidu Żywiecko-Orawskiego.
Syhlec jest całkowicie porośnięty lasem. Jego zachodnie zbocza znajdują się w obrębie Babiogórskiego Parku Narodowego. Na jego wierzchołku wśród drzew znajduje się powalony, granitowy słupek graniczny z literami D i S. Jest to pozostałość po utworzonej przez Niemców podczas II wojny światowej granicy między Generalnym Gubernatorstwem (Deutschland) i słowackim państwem księdza Tiso (Slovensko). Przebiegała ona tutaj grzbietem Pasma Policy.
Między Syhlcem, a następnym szczytem Pasma Policy, Niżnim Syhlcem (na mapie Geoportalu jest to Głowniak) znajduje się przełęcz z niewielką polanką. Dawniej biegła przez nią droga z Zawoi do Zubrzycy Górnej. Przy ścieżce powyżej przełęczy zauważalne są niej jeszcze pozostałości okopów z czasu II wojny światowej.
Północno-zachodnie stoki szczytu Syhlec należą do wsi Zawoja w powiecie suskim, południowo-wschosnie do Zubrzycy Górnej w powiecie nowotarskim, obydwie w województwie małopolskim.

## Szlaki turystyczne
Główny Szlak Beskidzki, odcinek: Krowiarki – Syhlec – Głowniak – Piekielnicka – Brożki – Pólko – Kiczorka – Polica – Cupel – Jasna Grapa – Kocia Łapa – Kucałowa Przełęcz. Suma podejść 520 m, suma zejść 360 m, czas przejścia 2:45 godz., z powrotem 2:30 godz.